# Naturschutzgebiet Wald am oberen Paasbach
Das Naturschutzgebiet Wald am oberen Paasbach befindet sich auf dem Gebiet der Städte Hattingen und Sprockhövel im Ennepe-Ruhr-Kreis in Nordrhein-Westfalen. Das Naturschutzgebiet liegt am Paasbach südöstlich der Kernstadt Hattingen und südwestlich der Kernstadt Sprockhövel.

## Beschreibung
Das 50,89 ha große Gebiet ist seit 1991 unter der Kennung EN-009 wegen der Seltenheit, besonderen Eigenart und hervorragenden Schönheit des landschaftsprägenden Waldes und des Bachtales als Naturschutzgebiet ausgewiesen. Das Fachinformationssystem des Landesamtes für Natur, Umwelt und Verbraucherschutz in NRW beschreibt das Gebiet in seinem Biotopkataster wie folgt:

„Das Naturschutzgebiet Wald am oberen Paasbach ist ein Biotopkomplex aus naturnahen Bachläufen, Feuchtwiesen, extensiv genutzten Wirtschaftsgrünländern und Auwäldern, eingebettet in einen großflächigen Buchenwald. Im südlichen Ruhrgebiet gelegen, befindet sich das Gebiet im Übergangsbereich zum Sauerland.
 Wertigkeit: Durch die Kombination eines großflächigen alten Buchenwalds in hervorragendem Erhaltungszustand mit den typischen Biotopen die einen naturnahen Bachlauf begleiten, wie Feuchtwiesen und Auwälder entsteht hier ein außergewöhnlicher Biotopkomplex, der viele für diesen Naturraum typischen und wertvollen Biotoptypen miteinander vereint.“

## Schutzziele
Im Übergangsbereich zwischen Ruhrgebiet und Sauerland dient dieses wertvolle Gebiet als Trittsteinbiotop im landesweiten Biotopverbund. Das Hauptentwicklungsziel ist der Erhalt des hervorragend ausgebildeten Biotopkomplexes. Eine naturnahe, extensive Bewirtschaftung sowohl des Waldbestandes als auch der Grünlandflächen wird hierzu dienlich sein. Schutzziel ist die Erhaltung von Lebensgemeinschaften und Lebensstätten wildlebender, zum Teil gefährdeter Pflanzen- und Tierarten. Dazu zählen insbesondere der Biotopkomplex Wald mit Eichenbeständen in Verbindung mit naturnahem Bachlauf und sumpfige Quellzonen des Paasbaches mit älterem Erlensaum und Hochstaudenfluren. Schutzziel ist außerdem die Wiederherstellung der naturnahen Feuchtwiesenkomplexe.

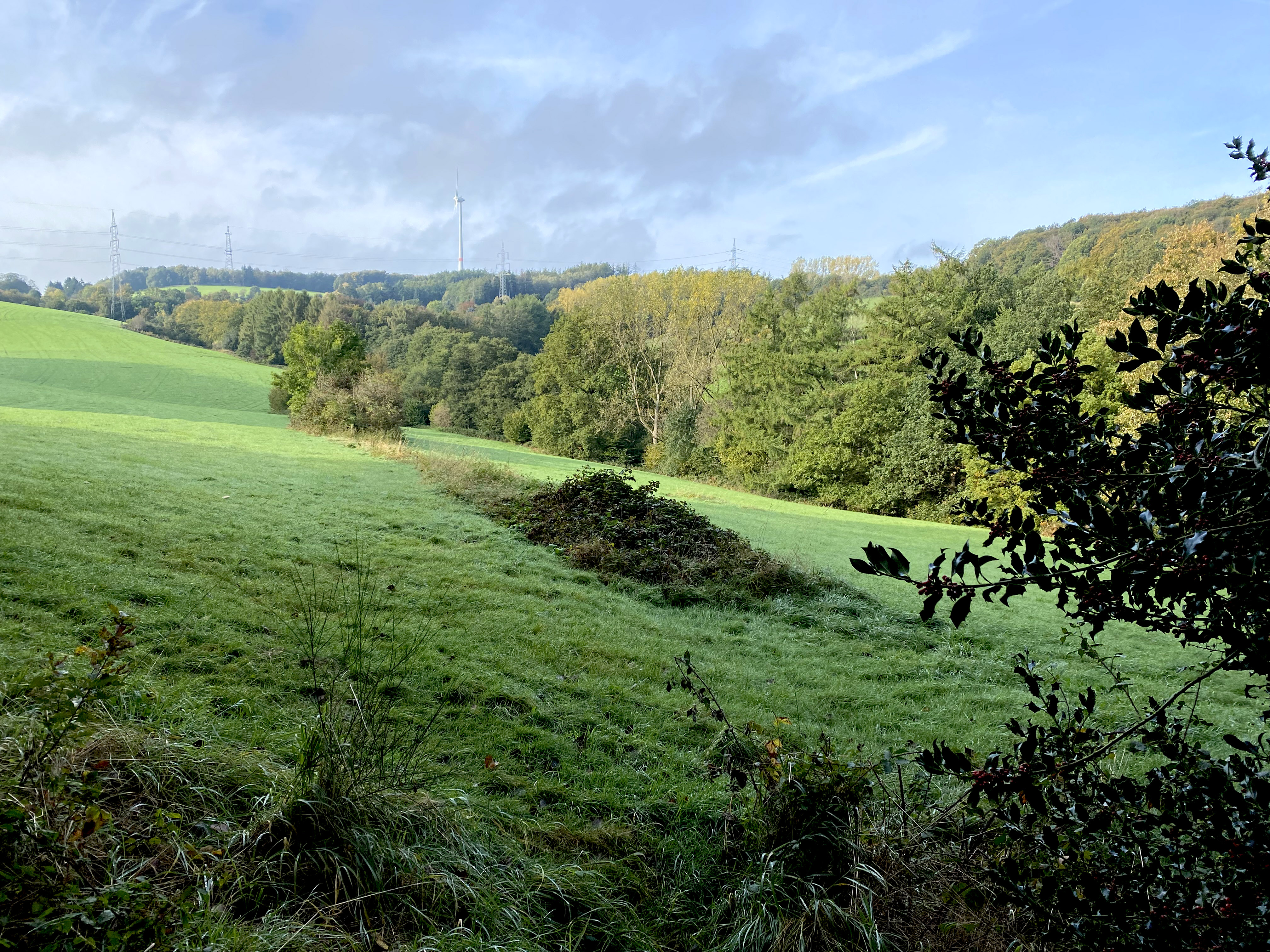
Südliches oberes Paasbachtal bis zum Ende des NSG bei Im Mesewinkel
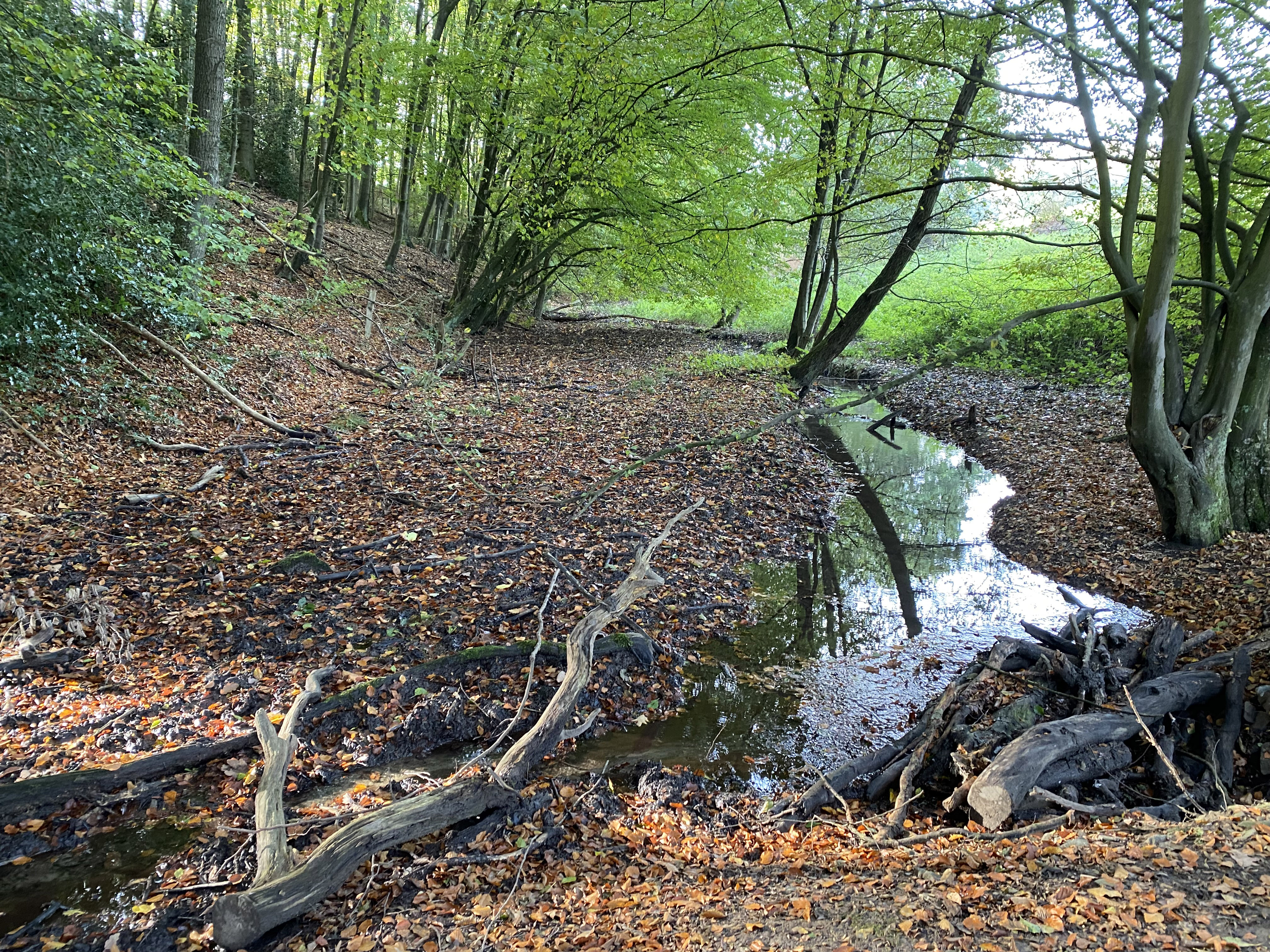
Paasbach östl. Im Poppenberge
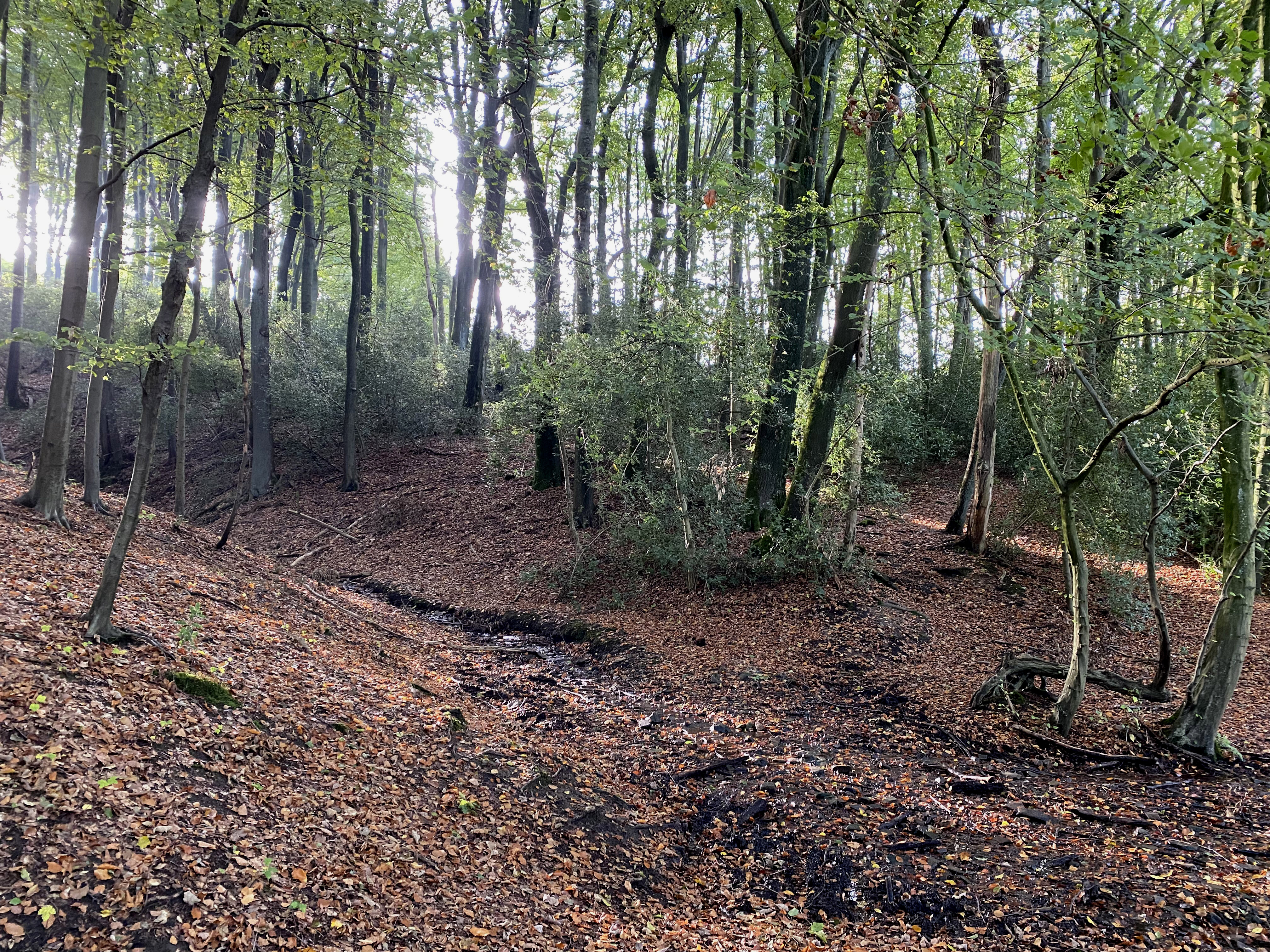
Rechter Nebenbach des Paasbaches aus Richtung Am Kotten
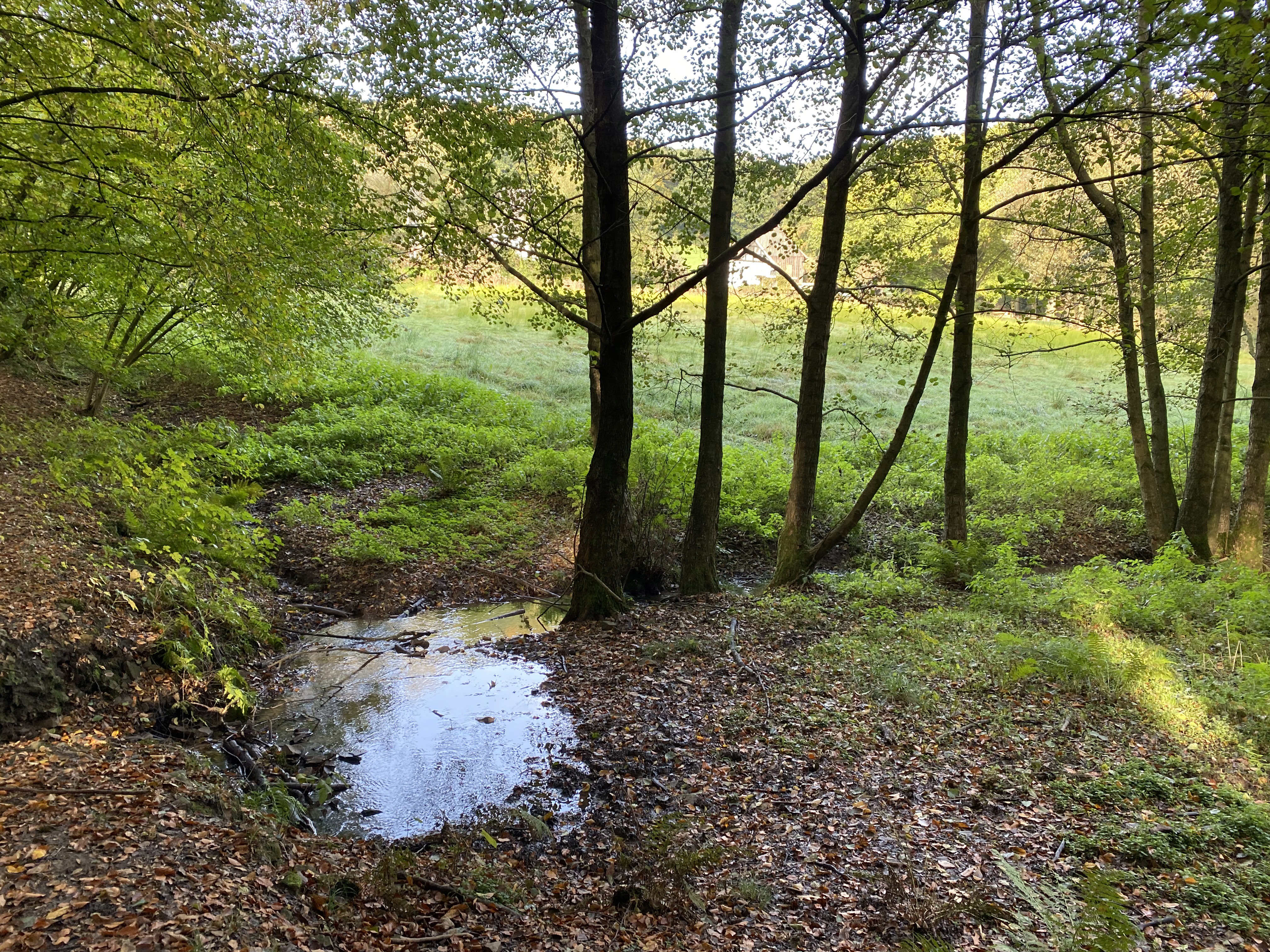
Feuchtwiese in der Aue bei Im Poppenberge
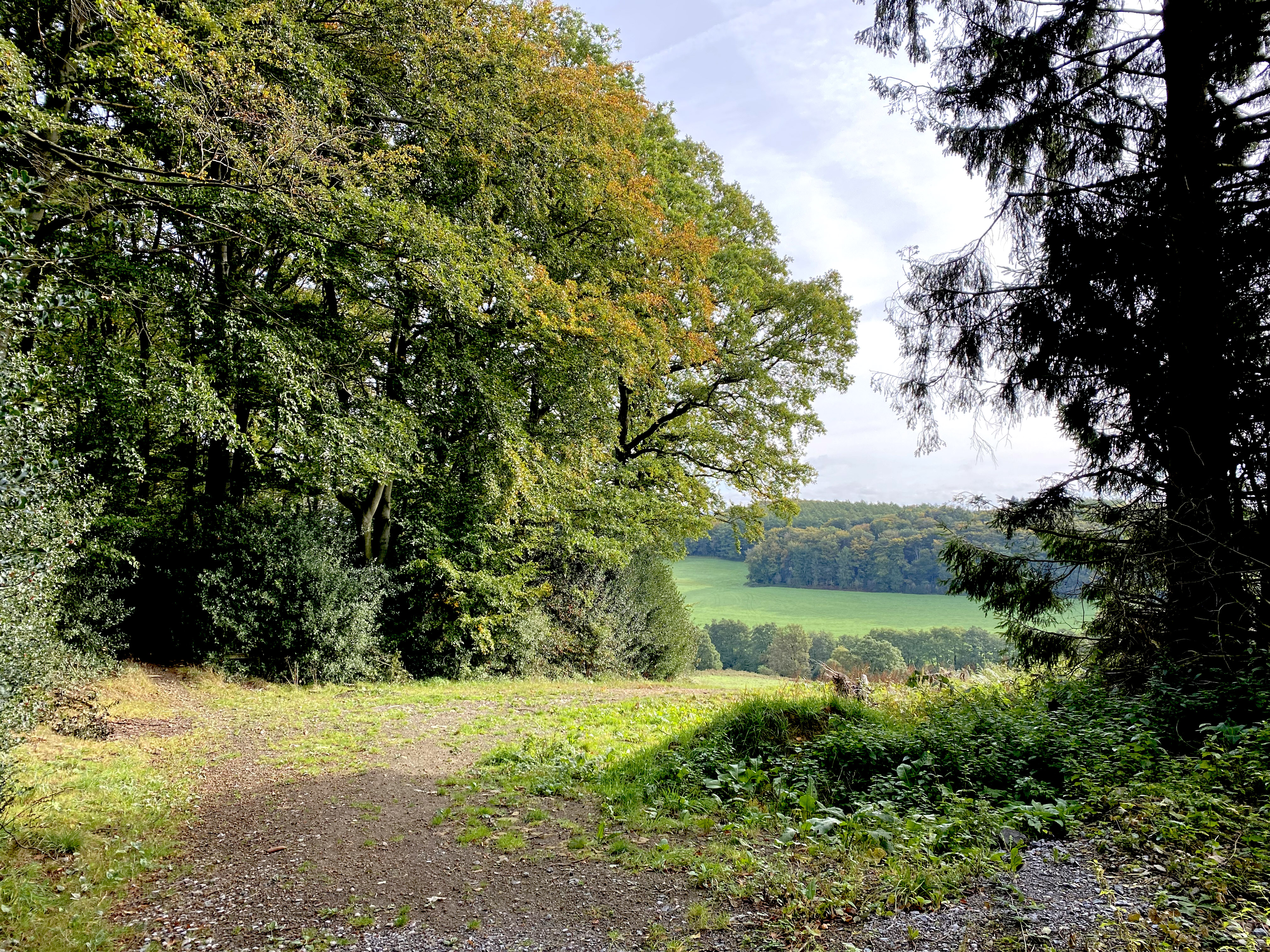
Südwestlicher Eingangsbereich in das NSG bei An der Ködderei
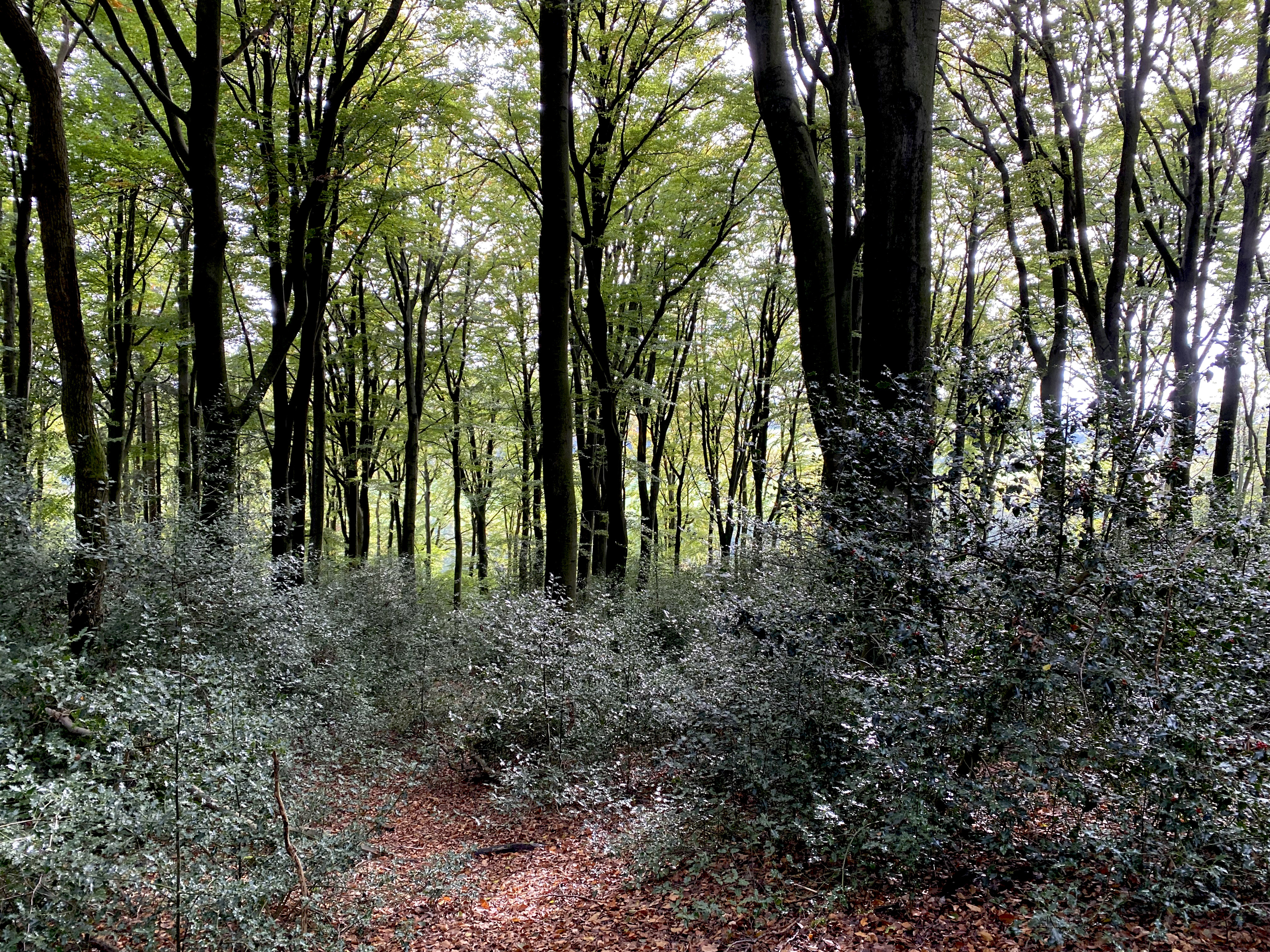
Buchenwald mit Stechpalme als Unterholz
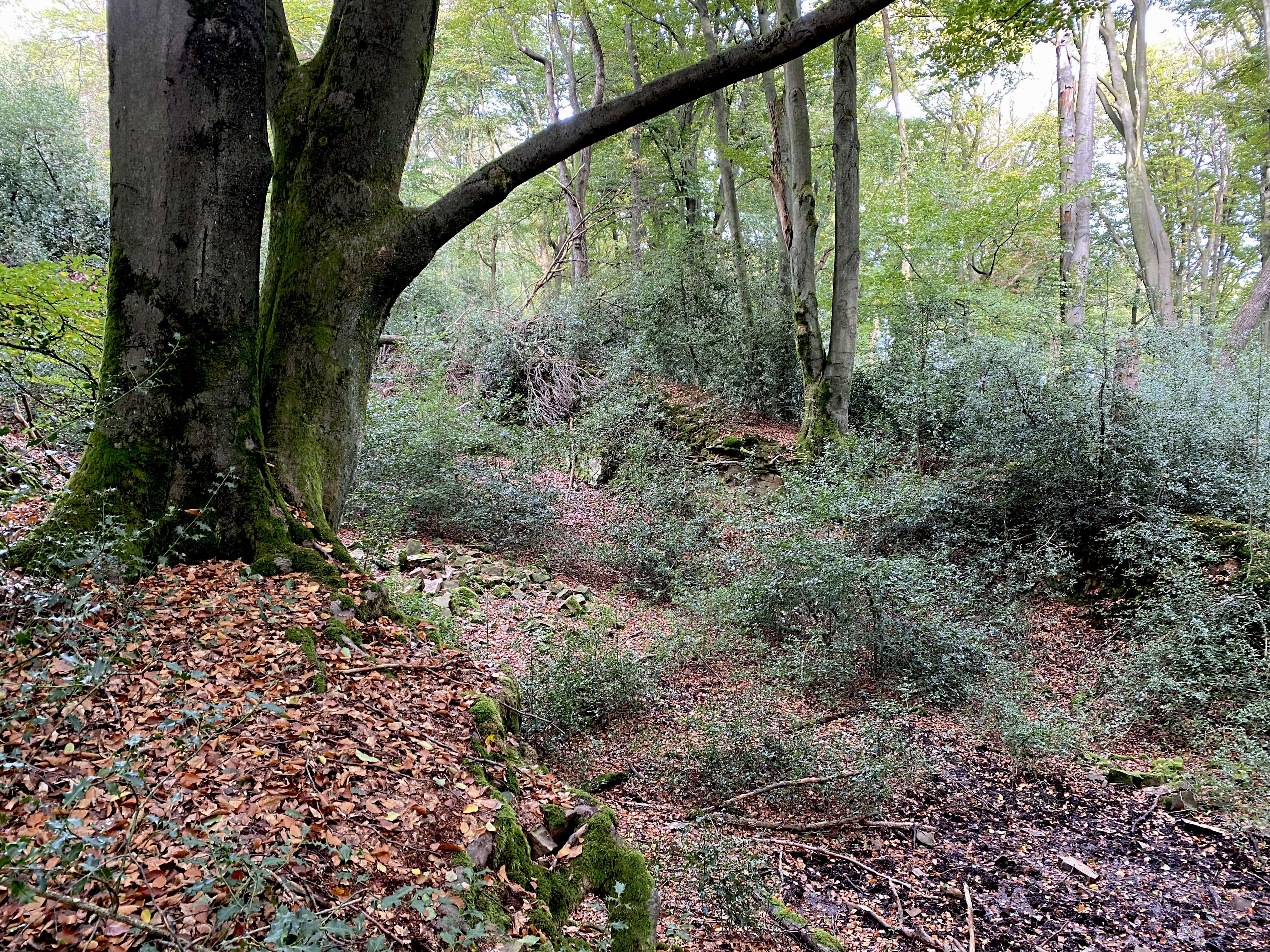
Quellmulde im Zentrum des NSG
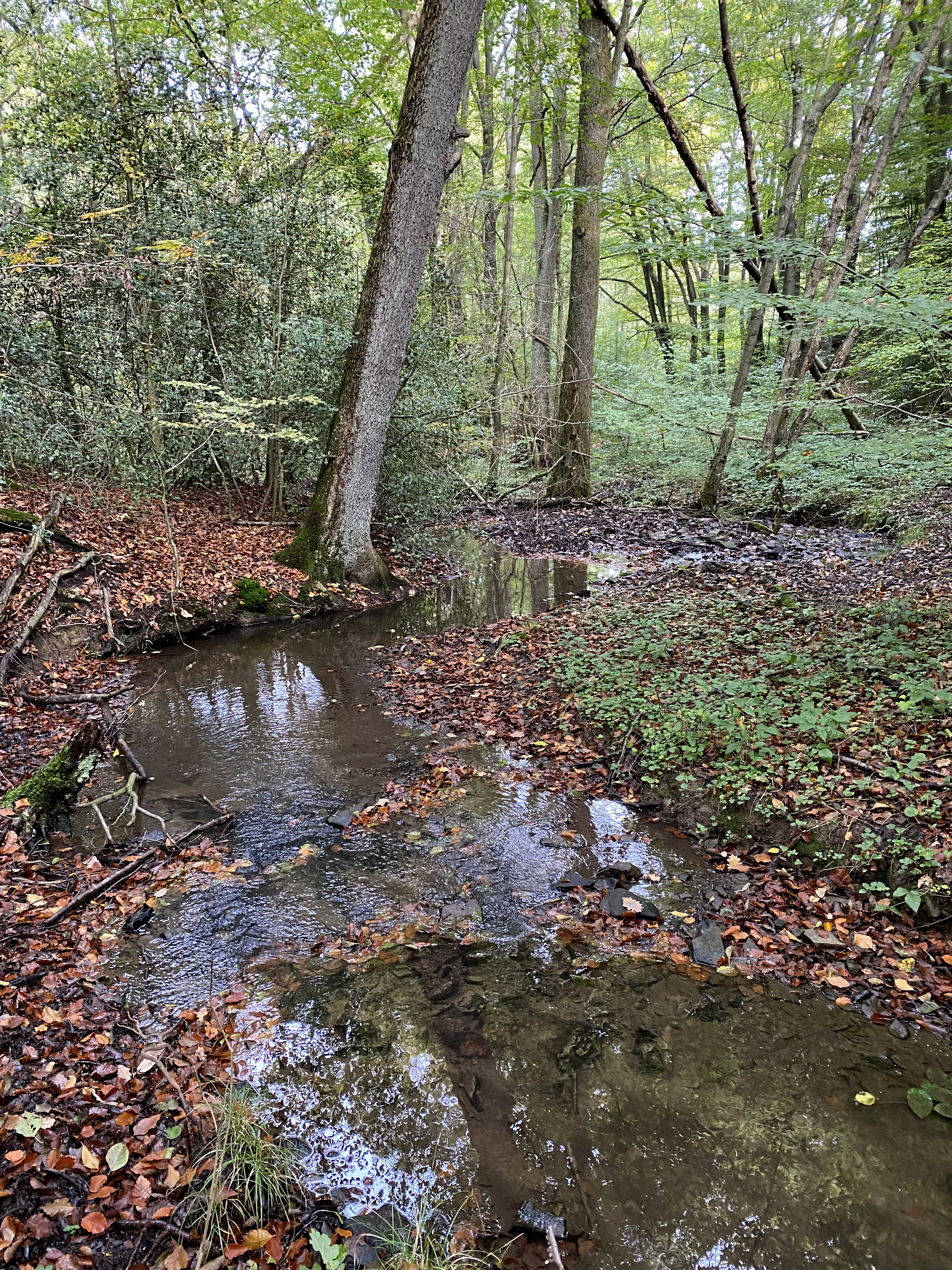
Paasbach bei Eintritt in einen Erlenauwald
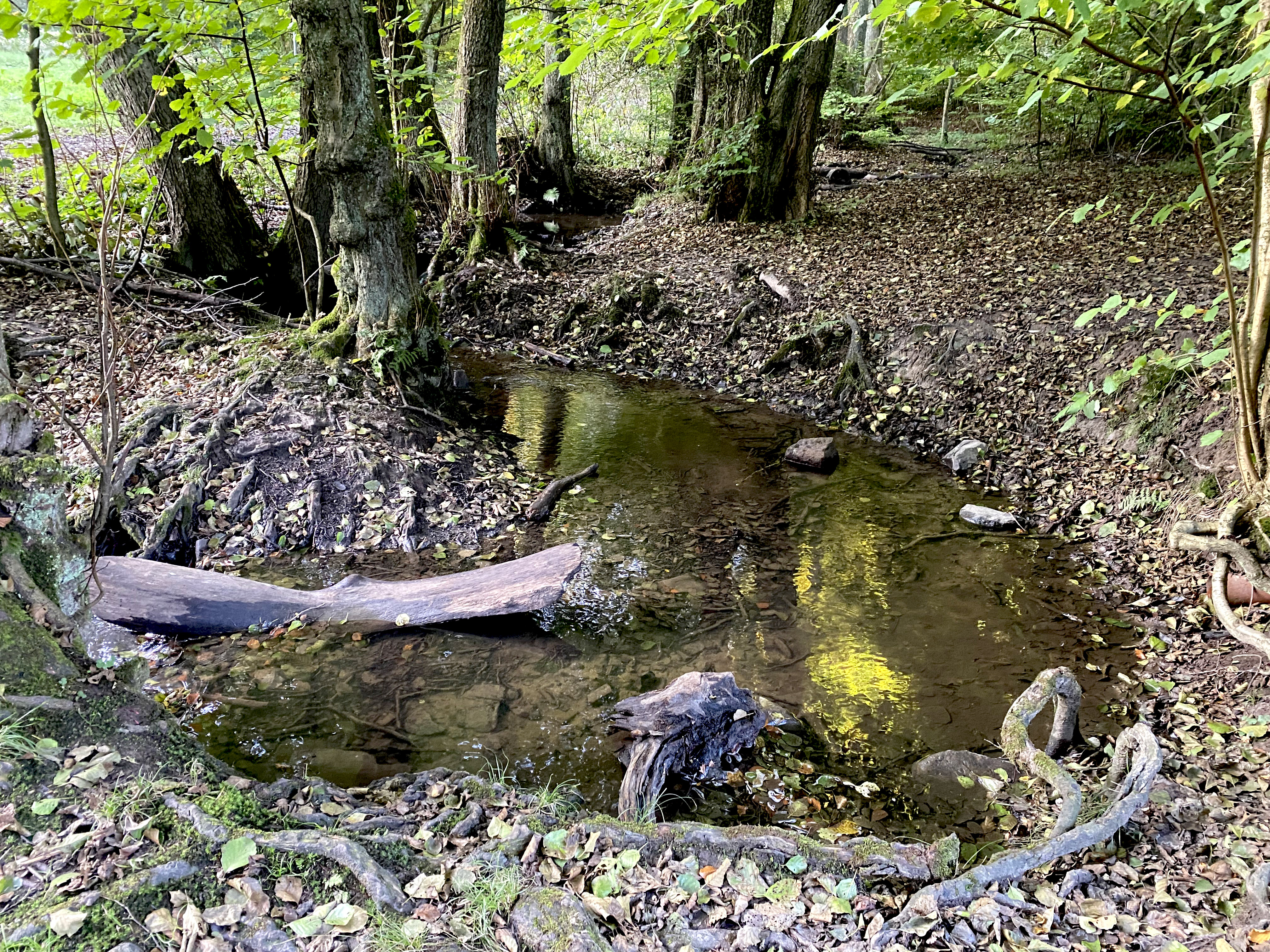
Paasbach mäandert am Nordhang
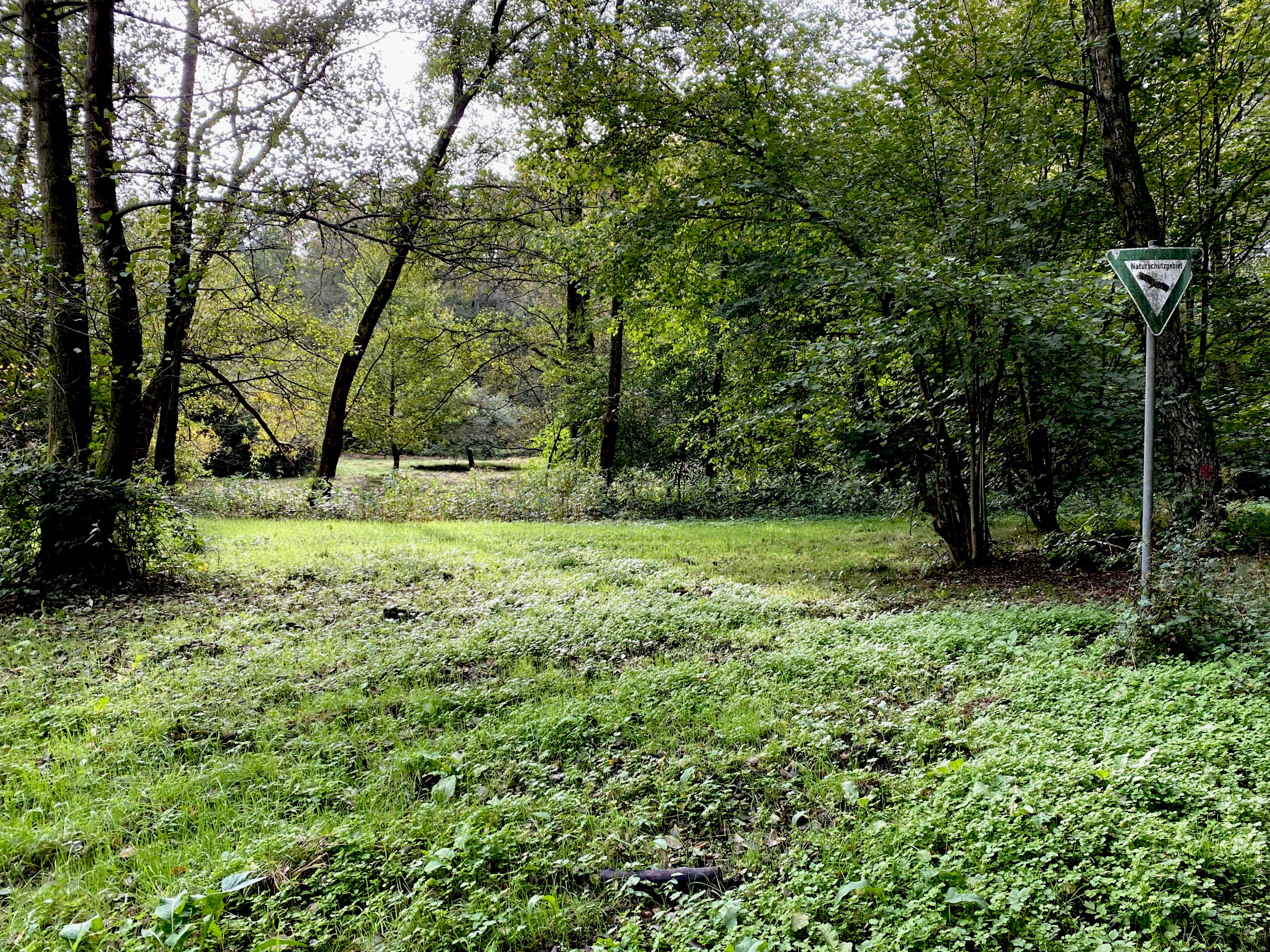
Landschaftsmosaik im nördl. Bereich